# Saurauia rubiformis
Saurauia rubiformis är en tvåhjärtbladig växtart som beskrevs av Wilhelm Vatke. Saurauia rubiformis ingår i släktet Saurauia och familjen Actinidiaceae. Inga underarter finns listade i Catalogue of Life.